# Elektra (1962)
Elektra ist ein griechischer Film des Regisseurs Michael Cacoyannis aus dem Jahr 1962 und basiert auf dem Drama Elektra von Euripides. Die Filmmusik schrieb der griechische Komponist Mikis Theodorakis.

## Handlung
Der Film hält sich weitgehend an die Vorlage von Euripides.
Königin Klytaimnestra und ihr Liebhaber Aigisthos ermorden ihren Ehemann Agamemnon nach seiner Rückkehr vom Trojanischen Krieg. Elektra kehrt mit ihrem Bruder Orest aus Athen zurück und beide rächen den Mord an ihrem Vater.

## Kritik
„Freie Nachdichtung der klassischen Tragödie des Euripides. Der beherrschende Einsatz von Gebärdensprache, Landschaft und archaisierender Musik belebt in breit schwingenden Rhythmen den Schicksalsmythos der Antike für das heutige Verständnis.“

„Die Verfilmung der Tragödie des Euripides bleibt bei aller Eigenständigkeit dem Geist der Dichtung treu und ist ein künstlerisches Erlebnis, das zu echter Erschütterung führen kann.“

## Auszeichnungen
- 1963: Nominiert für den Oscar als Bester fremdsprachiger Film.
- 1962: Internationale Filmfestspiele von Cannes 1962, Gewinner in der Kategorie Beste Filmadaption und Großer technischer Preis für Michael Cacoyannis sowie eine Nominierung für die Goldene Palme.